# آدا باترسون
آدا باترسون (بالإنجليزية: Ada Patterson)‏ هي صحفية أمريكية، ولدت في 5 يوليو 1867 في ماونت جوي في الولايات المتحدة، وتوفيت في 26 يونيو 1939.

## وصلات خارجية
- آدا باترسون على موقع قاعدة بيانات برودواي على الإنترنت (الإنجليزية)